# 론 워싱턴
론 워싱턴(Ronald Washington, 1952년 4월 29일 ~)은 미국의 야구인이다. 선수 생활을 거쳐 현재 로스앤젤레스 에인절스의 감독을 맡고 있다.
루이지애나주 뉴올리언스에서 태어난 워싱턴은 1977년 9월에 로스앤젤레스 다저스를 시작으로 선수로 데뷔하였으며 1989년 7월, 휴스턴 애스트로스를 끝으로 은퇴했다. 이후 1991년에 뉴욕 메츠의 부속 팀인 노포크 타이즈(en)에서의 코치 생활을 시작으로 지도자가 된 이후 1996년까지 활동했고, 이후 1996년부터 2006년까지는 오클랜드 어슬레틱스의 코치를 역임했다.
2007년부터 텍사스 레인저스의 감독을 맡아 팀을 2번이나 월드시리즈에 올리는 등 많은 활약을 하였다.
그러나 2010년 현역감독으로는 최초로 코카인 양성반응이 나와 큰 충격을 주었다. 본인은 이에 대해 깊이 사죄하고 후회하여 텍사스 구단은 별다른 처벌은 하지 않았다.
2014년 9월 갑자기 텍사스 감독에서 일신상의 사유로 사퇴하였다. 여기자를 성추행했다는 의혹이 있었고 론 워싱턴 전 감독도 아내에게 미안하다라는 기자회견을 열어 의혹이 증폭되고 있다.